# Danzel
Danzel, születési nevén Johan Waem (Beveren, 1976. november 9. –)  belga énekes, DJ, zenész. 2003 óta aktív. Legismertebb dala a 2004-es Pump It Up!. A dance műfajban alkot.

## Diszkográfiája

### Stúdióalbumok
- 2004 - The Name of the Jam
- 2008 - Unlocked

### Kislemezek
| Year | Single                                 | Chart position | Chart position | Chart position | Chart position | Chart position | Chart position | Chart position | Chart position | Chart position | Chart position | Chart position |
| Year | Single                                 | BEL            | AUT            | DEN            | FRA            | GER            | IRE            | ITA            | NLD            | SWE            | SWI            | UK             |
| ---- | -------------------------------------- | -------------- | -------------- | -------------- | -------------- | -------------- | -------------- | -------------- | -------------- | -------------- | -------------- | -------------- |
| 2003 | "You Are All of That"                  | 9              | 30             | —              | 34             | 24             | —              | —              | 61             | —              | 49             | —              |
| 2004 | "Pump It Up!"                          | 5              | 3              | 8              | 6              | 4              | 8              | 10             | 16             | 52             | 5              | 11             |
| 2005 | "Put Your Hands Up in the Air!"        | 34             | 56             | 14             | 40             | 52             | —              | —              | 77             | —              | 74             | —              |
| 2006 | "My Arms Keep Missing You"             | 15             | —              | —              | —              | —              | —              | —              | —              | —              | —              | —              |
| 2007 | "You Spin Me Round (Like a Record)"    | 32             | —              | —              | —              | —              | —              | —              | —              | —              | —              | —              |
| 2007 | "Jump"                                 | —              | —              | —              | —              | —              | —              | —              | —              | —              | —              | —              |
| 2008 | "Clap Your Hands"                      | 64             | —              | —              | —              | —              | —              | —              | —              | —              | —              | —              |
| 2008 | "What Is Life" (REGI közreműködésével) | —              | —              | —              | —              | —              | —              | —              | —              | —              | —              | —              |
| 2010 | "Under Arrest"                         | 30             | —              | —              | —              | —              | —              | —              | —              | —              | —              | —              |
| 2015 | "Stronger"                             | —              | —              | —              | —              | —              | —              | —              | —              | —              | —              | —              |